# Kriegsloch
Koordinaten: 46° 33′ 22,4″ N, 7° 57′ 57,3″ O; CH1903: 640434 / 156238

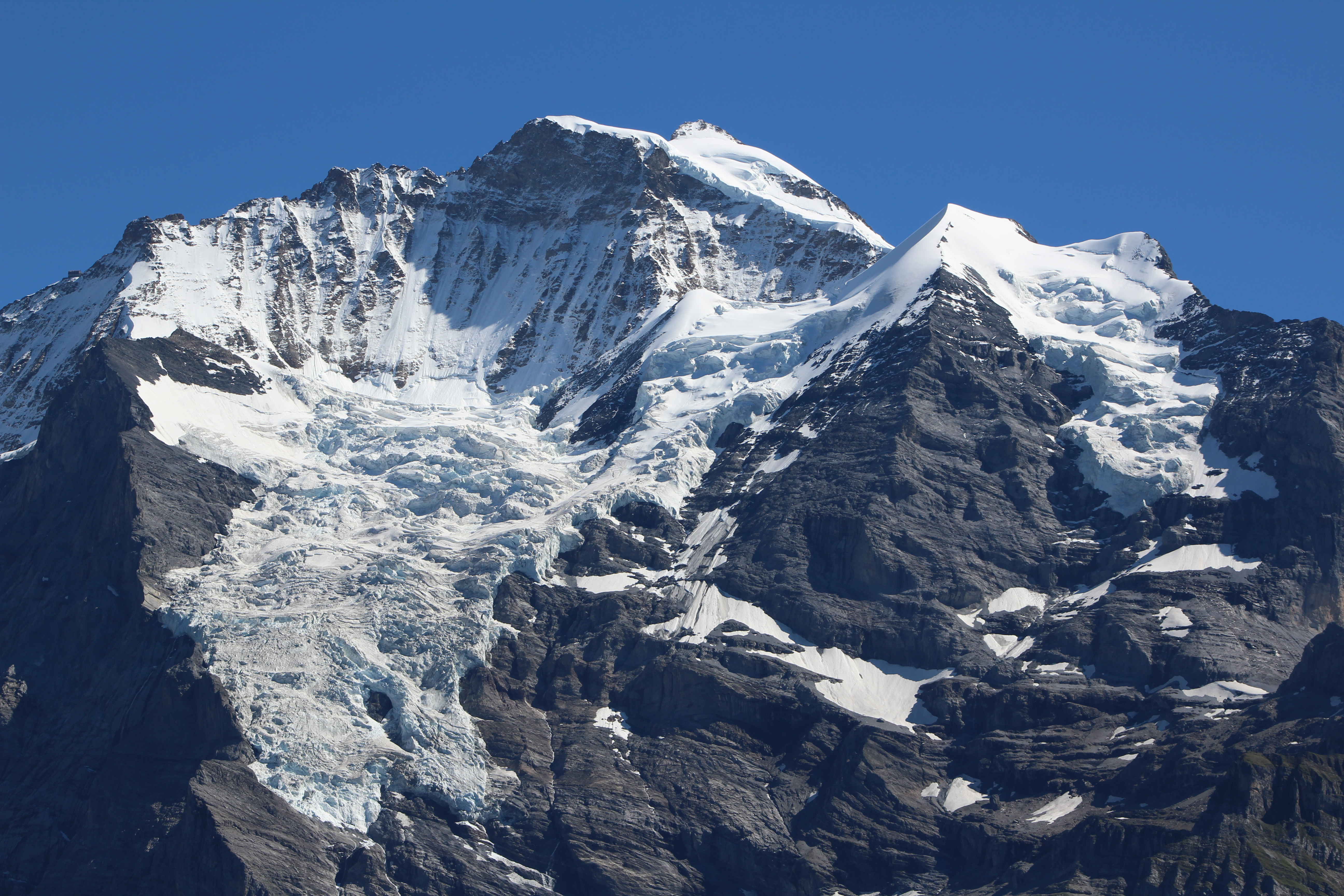
Das Kriegsloch befindet sich im unteren Bereich der Gletscherzunge

Das so genannte Kriegsloch ist ein üblicherweise schwarzer Fleck, eine Lücke im Eismantel des Giessengletschers an der Nordwestflanke des Jungfraumassiv. Es ist von Wengen aus zu sehen.
Immer wenn der Fleck mit Eis bedeckt ist, kommt es der Sage nach irgendwo auf der Welt zu einem grösseren Krieg. Das war so im Spanischen Erbfolgekrieg, im Deutsch-Französischen Krieg 1870/71, 1914 und 1939, aber auch schon früher. Das Loch war auch während des Golfkrieges und während des Sechstagekrieges mit Eis überdeckt.
Im Fall des Kriegslochs handelt es sich um Aussagen aus dem Bereich des Volksglaubens, mindestens was die Zukunft betrifft. Die Beschreibung der Vergangenheit ist in diesem Fall beobachtete Tatsache. Volksglauben ist hier die Verknüpfung der Beobachtung mit den Begriffen Krieg Ja oder Krieg Nein.